# Бісс Ева Федорівна
Бісс Ева (Єва) Федорівна (18 червня 1920, Орябина —  28 липня 2005, Прага) — український прозаїк, драматург, художник.

## Біографія
Народилась 18 червня 1920 року у селі Орябина Старолюбовнянського округу (Східна Словаччина). Закінчила вчительську семінарію у Пряшеві (1938), вчителювала у 1968–1970 рр. у Свиднику. Закінчила Вищу школу образотворчого мистецтва у Празі (1953). За серію антивоєнних картин стала лауреатом премії Миру (1956). Була головним редактором газети «Пряшівщина» (1945–1948). Працювала режисером української редакції чехословацького радіомовлення у Пряшеві. Зазнала переслідувань за «український націоналізм». З 1951 р. почала друкуватися, спочатку писала російською мовою, пізніше — українською. З 1964 р. пише прозу. Член Спілки письменників Чехословаччини, редакційної колегії
журналу «Дукля».

## Творчість
Автор драматичних творів «Настала весна» (1954), «Барліг» (1952), «Білий вовк» (1962), «Естер» (1965); збірок новел та оповідань «Сто сім модних зачісок» (1967), "Апартамент з вікном на головну
вулицю» (1969), «Перше чудо», «Шинок під лелечим гніздом» (1993).
Окремі твори:
- Бісс Є. На другому березі // Світо-Вид. — 1990. — Вип. 1. — С. 43-57.
- Бісс Є. Шинок під лелечим гніздом. — Братислава: Словацьке педагогічне видавництво, 1993. — 159 с.